# Ямаш (река)
Ямаш (Ялмаш) — река в России, протекает по Ишимбайскому району Башкортостана. Устье реки находится в 44 км по правому берегу реки Урюк. Длина реки составляет 22 км.

## Данные водного реестра
По данным государственного водного реестра России относится к Камскому бассейновому округу, водохозяйственный участок реки — Нугуш от истока до Нугушского гидроузла, речной подбассейн реки — Белая. Речной бассейн реки — Кама.
Код объекта в государственном водном реестре — 10010200312111100017972.

### Притоки (км от устья)
- 4,9 км: река Улуелга (лв)[3]